# Skullgirls
Skullgirls è un videogioco picchiaduro a incontri in 2D sviluppato dalla Reverge Labs, e pubblicato dalla Autumn Games e Konami. È stato reso disponibile via PlayStation Network il 10 aprile 2012, e via Xbox Live Arcade l'11 aprile 2012. La versione PC viene pubblicata sempre in digital delivery, tramite la piattaforma Steam, sviluppato dal team Lab Zero Games, e pubblicato in collaborazione da MarvelousAQL e da Autumn Games il 22 agosto 2013

## Trama
Nel mondo esiste un misterioso manufatto demoniaco, dal nome di Skullheart. Esso, se viene trovato da una persona di sesso femminile, si trasformerà in un teschio nero parlante, capace di esaudire un desiderio qualsiasi. Se però il desiderio sarà impuro o mosso da pensieri egoisti o peccaminosi, quando esso verrà esaudito, la donna verrà trasformata in una Skullgirl, un demone dall'aspetto abbastanza attraente e normale ma con parecchie somiglianze con uno scheletro, capace di immensi poteri e spinta da una furia spaventosa.
Sette anni prima degli avvenimenti del gioco, il Regno di Canopy, un vastissimo impero governato dagli umani entrò in ciò che molti chiamano la Grande Guerra, ovvero una battaglia combattuta con l'utilizzo delle migliori tecnologie mai esistite, combattuta da tre diverse e potentissime nazioni. La Regina di Canopy, Nancy Renoir, trovò lo Skullheart e desiderò la pace, a causa del fatto che esprimere un desiderio è di per sé egoistico, malgrado il desiderio fosse il più puro mai chiesto al manufatto, questo trasformò comunque la ragazza in una Skullgirl, e per porre fine al suo Regno di terrore appena nato gli abitanti del pianeta, di comune accordo, posero fine alla Grande Guerra. Il desiderio di Nancy è stato esaudito, ma ha dovuto pagare con la vita.
Lo Skullheart ora è di nuovo in libertà, e già numerosi esseri, di qualunque tipo, lo stanno cercando, chi per distruggerlo e chi per utilizzarlo.

## Gameplay
Il gioco consiste in un classico picchiaduro a incontri Anime-Toon in stile RPG i cui ogni personaggio ha una trama e caratteristiche uniche.

## Personaggi giocabili
- Filia: Filia un tempo era una brava studentessa, innocente e senza pensieri, bionda con gli occhi azzurri membro del ramo onesto della famiglia Medici, un giorno si sveglio con una seconda bocca sulla parte posteriore della testa: Samson, un Parasite dalla forma di un groviglio ribelle di capelli demoniaci con una forza incredibile. Inoltre da quel giorno, a causa della natura di Samson i suoi occhi divennero rossi ed i suoi capelli neri. La causa di tutto ciò risaliva a quando poco tempo prima la Skullgirl Bloody Mary tentò di uccidere la sua famiglia. Samson, a quei tempi il Parasite di Dog, il cane di Filia, riuscì a proteggerli. Convintasi che la famiglia di Filia non aveva legami con la famiglia Medici, la Skullgirl decise che non li avrebbe uccisi, a patto che lasciassero la città. Il ramo criminale della famiglia Medici però mandò la sua banda di sicari a uccidere lei e i suoi genitori. Samson intervenne anche questa volta, ma non fece in tempo e nel tentativo di salvare tutti dai sicari, i genitori di Filia (e anche Dog) rimasero uccisi. Riuscì a salvare solo Filia in condizioni critiche, legandosi a lei, il che causò l'inaspettata (anche da Samson) perdita di memoria di Filia e la sua mutazione di aspetto. Spinta dal desiderio di conoscere il suo passato, Filia decide di trovare lo Skullheart. Lo stile di gioco di Filia consiste principalmente in attacchi molto veloci e dal danno modesto, utilizzando Samson e le sue capacita mutaforma.
- Cerebella: Cerebella è un'orfana, che fin da piccola lavora nel circo Des Carts come eccezionale acrobata. Dall'indole solitamente buona, Cerebella lavora come sicario per Vitale, boss mafioso, attuale capo della famiglia  Medici, che l'ha accolta e l'ha aiutata. Cerebella è molto affezionata a Vitale, e inoltre nutre un interesse amoroso verso di lui. Per combattere, Cerebella indossa Vice Versa, un potentissimo copricapo Arma Vivente che, se indossato nel modo giusto, si trasformerà in un massiccio paio di braccia; i suoi attacchi sono veloci e molto pesanti, ma la sua velocità di movimento è parecchio ridotta.

- Patricia Watson "Peacock": Patricia un tempo era una semplice ragazzina preadolescente come tante, viveva in un orfanotrofio con la migliore amica Mary, finché non venne rapita e orribilmente mutilata da dei mercanti di schiavi, (le mutilazioni includevano l'asportazione di occhi, denti, braccia e gambe). Dopo essere stata salvata da Big Band e curata dal Dr. Avian, un famoso dottore esperto in robotica, meccanica e bioingegneria che lavorava per il Lab. 8 , alcune parti del suo corpo vennero sostituite attraverso l'utilizzo di due parassiti artificiali: il sistema Avery ed il sistema Argus o Angus (a seconda delle traduzioni) che le permette di vedere grazie agli occhi posti sulle braccia da cui è in grado di sparare Raggi Z. Questa esperienza ha però danneggiato la psiche della ragazza; adesso ha una spasmodica passione per la violenza, i cartoni animati, i sigari cubani e l'anarchia. L'abilità che contraddistingue Peacock è il potere di poter evocare, tramite il sistema Argus, bizzarre creature create dalla sua immaginazione simili ai personaggi dei suoi amati cartoni animati, capaci di compiere le più svariate azioni sul campo di battaglia. Il potere di Peacock consiste nel sapere plasmare la realtà attraverso il sistema Avery; a causa della sua psiche contorta, lei è in grado di dare vita ai suoi amici immaginari. Ha un rapporto particolare con il dottor Avian che tratta quasi come un padre. Il suo scopo principale, per cui è stata creata, è distruggere la Skullgirl.

- Parasoul: Figlia di Nancy Renoir attuale principessa nonché generale indiscusso dell'intero esercito di Canopy, gli Aironi Neri. Parasoul utilizza come arma il proprio ombrello, una potente Arma Vivente, che viene utilizzato dalla principessa come una sciabola da scherma, e possiede inoltre una pistola È inoltre capace di piazzare, all'interno degli scenari, delle lacrime di Napalm che fuoriescono dall'ombrello e che esplodono a comando. Il suo scopo è impedire a sua sorella minore Umbrella di diventare la Skullgirl cui è predestinata a diventare, a causa del fatto che era nel grembo materno di Nancy Renoir quando essa mutò nella Skullgirl.

- Nadia Fortune: Nome d'arte Ms. Fortune; Nadia è una ladra Dagoniana gatto. Un tempo famosa ladra, membro della banda Fishbone, dopo aver derubato la famiglia di un prezioso ed antico gioiello chiamato Gemma della vita, l'ha ingoiato per evitare di farsi scoprire; quando l'hanno trovata, hanno fatto a pezzi lei e la sua banda, ma per qualche strana ragione il manufatto ha reso immortale la ragazza. La particolarità di Nadia Fortune è l'abilità nel potersi staccare la testa, con lo scopo di utilizzarla come arma e come assistente per eseguire combo.

- Big Band: alias Ben Birdland; era un uomo nero, un Detective della polizia del Canopy Kingdom. Quandò arresto parte di un gruppi, ai suoi colleghi corrotti fu ordinato di ucciderlo: lo pestarono quasi a morte; ma lui sopravvisse ma con un enorme numero di ferite gravi; destinato a morire in un Polmone d'acciaio, venne salvato dal dottor Avian che lo ricostruì come soldato Anti-Skullgirls, rinato con un arsenale di armi a pressione idraulica basate sugli strumenti musicali jazz. Svolge il ruolo di mentore per Peacock, e di soldato per il Lab. 8, il suo stile di combattimento è basato su attacchi a corto raggio ad alta potenza, basati su strumenti musicali.